# آنری لارنو
آنری لارنو (فرانسوی: Henri Larnoe‎; ۱۸ مهٔ ۱۸۹۷ – ۲۴ فوریهٔ ۱۹۷۸) بازیکن فوتبال اهل بلژیک بود.
وی به‌همراه تیم ملی فوتبال بلژیک به مقام قهرمانی بازی‌های المپیک تابستانی ۱۹۲۰ دست پیدا کرده‌است. 